# Psychotria cervina
Psychotria cervina là một loài thực vật có hoa trong họ Thiến thảo. Loài này được (Elmer) Elmer miêu tả khoa học đầu tiên năm 1911.